# 莊穆夫人
莊穆夫人吴氏（858年—919年），五代十国吴越国主钱镠妻。
吴氏为安国县人。父吴仲忻，唐末曾任浙西观察判官，累赠吏部尚书。878年，吴氏生下第一个儿子，即钱镠第三子钱传瑛，其后生钱镠第六子钱元璙、十子钱元㻑、十四子钱传璛、十五子钱传璟、二十三子钱元琳。钱镠性粗野，吴氏常和颜劝止。钱镠担任浙西节度使时，吴氏由燕国夫人进封为晋国夫人。907年，后梁册封丈夫钱镠为吴越王，而吴氏则为吴越国正德夫人。天宝十二年（919年），吴氏薨，年六十二岁，谥曰莊穆。

## 备注
1. ↑  吴氏进封时间不详，根据进封敕书作者钱珝生平，当在900年前。